# 성탄 시기

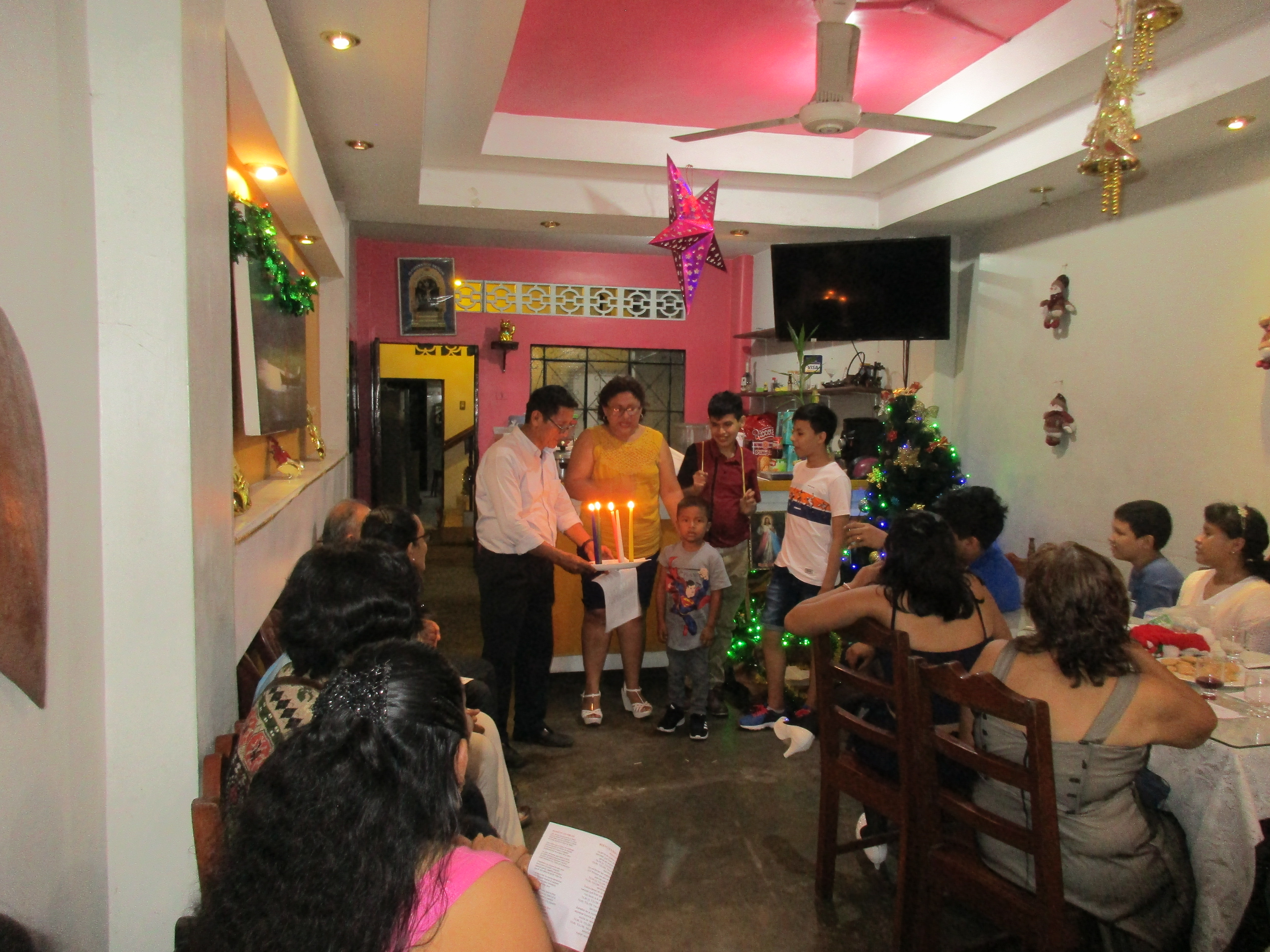

성탄 시기(영어: Christmastide, 라틴어: Tempus Nativitatis)는 기독교에서 교회력 상 대림 시기에 이어지는 시기다.
로마 가톨릭교회에서는 주님 성탄 대축일 전야인 12월 24일 밤에 시작해서 주님 세례 축일에 끝난다. 그리스도가 세상에 나타나서 공생애를 시작한 것을 주로 기념한다. 이 시기에 사제는 성 스테파노 첫 순교자 축일과 죄 없는 아기 순교자들의 축일에만 홍색 제의를 입고 다른 날에는 백색 제의를 입는다.

## 같이 보기
- 연말연시
- 크리스마스 이브
- 대림절